# Shūdai Harada
Shudai Harada (japanisch 原田 周大 Harada Shūdai; * 2. Oktober 2001 in Kitakyūshū) ist ein japanischer Boxer im Federgewicht. Er erreichte einen 5. Platz bei den Olympischen Spielen 2024 in Paris.

## Karriere
Harada gewann 2022 Silber bei der U22-Asienmeisterschaft in Taschkent und 2023 ebenfalls Silber bei den Asienspielen in Hangzhou, nachdem er im Finale gegen Abdumalik Xaloqov unterlegen war. Bei der Weltmeisterschaft 2023 in Taschkent schied er in der Vorrunde gegen Yousef Iashaish aus.
Aufgrund seines Erfolges bei den Asienspielen war er für die Olympischen Spiele 2024 in Paris qualifiziert, wo er im Viertelfinale gegen Javier Ibáñez verlor.